# Ding Qiqing
Ding Qiqing (chinesisch 丁其庆, Pinyin Dīng Qíqìng, * 1962) ist ein ehemaliger chinesischer Badmintonspieler.

## Karriere
Ding Qiqing stand bei der Badminton-Weltmeisterschaft 1985 im Viertelfinale des Herreneinzels, wo er gegen Jens Peter Nierhoff aus Dänemark ausschied. Im gleichen Jahr gewann er die German Open im Doppel mit Li Yongbo. Durch den Sieg beim Thomas Cup 1986 wurde er Mannschaftsweltmeister mit dem chinesischen Herrenteam. Ebenfalls 1986 holte er noch einmal Bronze mit Chen Kang bei den Asienspielen.

## Sportliche Erfolge
| Saison | Veranstaltung     | Disziplin    | Platz | Name                    |
| ------ | ----------------- | ------------ | ----- | ----------------------- |
| 1985   | Weltmeisterschaft | Herreneinzel | 5     | Ding Qiqing             |
| 1985   | German Open       | Herrendoppel | 1     | Ding Qiqing / Li Yongbo |
| 1986   | Asienspiele       | Herrendoppel | 3     | Ding Qiqing / Chen Kang |
| 1986   | Thomas Cup        | Team         | 1     | China                   |